# Tony Gaskins
Tony Gaskins es un orador motivacional, escritor y coach personal para la vida estadounidense.
Habiendo aparecido en programas como el de Oprah Winfrey, The Tyra Banks Show y TBN's 700 Club, Gaskins se ha convertido en uno de los más buscados oradores de EE. UU. Sus charlas tratan diversos temas incluyendo negocios, éxito y auto-desarrollo pero es más conocido por sus consejos sobre amor y relaciones sentimentales dirigidos a mujeres, lo que le ha cosechado un gran número de seguidores en Facebook, Instagram y Twitter.

## Libros
- What daddy never told his little girl (2007)
- Eight mistakes women make in relationships (2011)
- The road to destiny (2011)
- Notebook of love (2011)
- Mrs. right (2012)
- The new guy code (2013)
- CEO of me (2013)
- Single is not a curse (2013)